# Route nationale 15E (Roumanie)
La DN15E (en roumain : Drumul Național 15E) est une route nationale roumaine située dans le județ de Mureș reliant la commune de Târgu Mureș, à son extrémité sud, à la DN16 sur la commune de Sânpetru de Câmpie, à son extrémité nord.